# Leggenda sulla fondazione di Siracusa

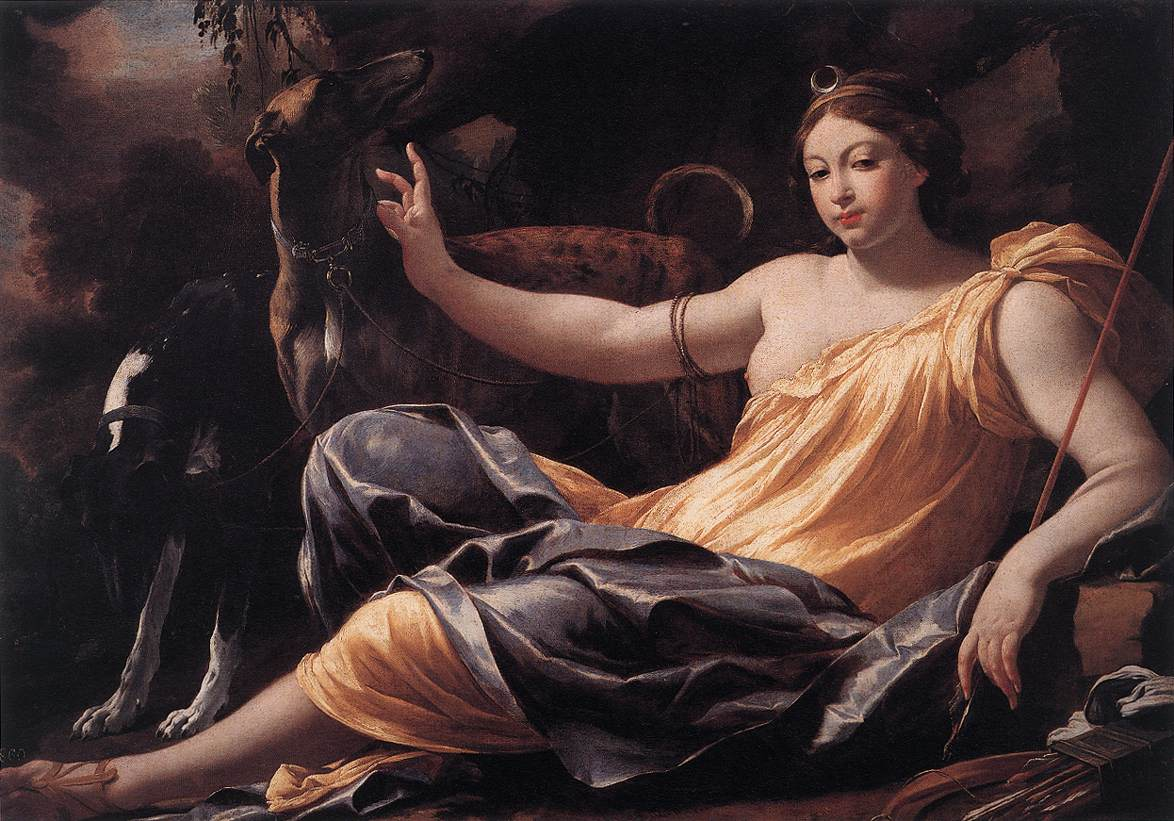
L'Artemide greca, la Diana romana; la dea delle Ortigie cui la leggenda etolica fa riferimento e alla quale sarebbe legata l'origine elida aretusea.

La leggenda sulla fondazione di Siracusa si riferisce alla storiografia mitica che gli antichi storici hanno narrato nel tempo, sulle origini e sulle prime popolazioni di Siracusa.

## Le prime popolazioni: Etoli ed Elidi

### Gli Etoli come primi fondatori
(Giovanni Emanuele Bidera, Quaranta secoli racconti su le Due Sicilie del Pelasgo Matn-Eer vol. 3, 1843, pag. 52-3)

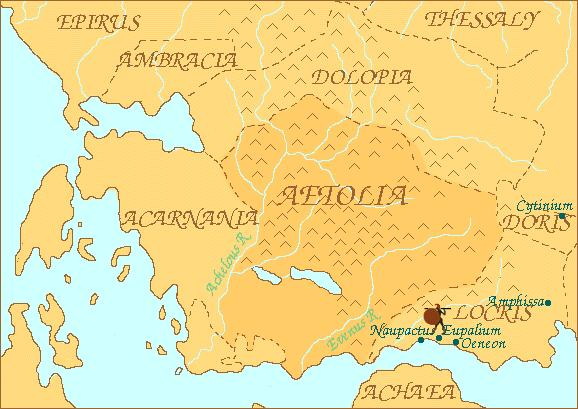
Mappa dell'Etolia, regione della Grecia

Le parole del Bidera - che si prestano ivi all'omerico racconto - introducono una leggenda attestata nelle fonti antiche, la quale vede gli etoli di Etolia come primi fondatori dell'abitato siracusano. Secondo un passaggio dello scoliasta di Apollonio Rodio, riferito a Nicandro di Colofone, gli etoli giunsero all'Ortigia siciliana poco dopo il Diluvio universale e vi stettero fino all'anno 700 prima della fondazione di Roma e 80 dopo la guerra di Troia, quando dai Siculi vennero cacciati.
Alcune analogie con la patria degli etoli e il territorio siracusano vi sono: il nome dell'Ortigia - la cui etimologia discenderebbe dalla dea Artemide - presente in Etolia e detta Ortigia Titanide poiché la dea Asteria era figlia dei titani Ceo e Febe; il fiume Anapo etolico, affluente dell'Acheloo, che scorreva nell'Acarnania. I rapporti che gli etoli ebbero con Corinto.
Tuttavia, alcuni storici, come Emanuele Ciaceri, hanno espresso seri dubbi sulla possibile base storica di tale leggenda. In particolar modo Ciaceri fa leva sul fatto che il culto della dea lunare a Siracusa avrebbe origini differenti da quelle etoliche, mentre altri, come Giuseppe Alessi, definiscono il culto dell'Artemide siciliana ben più antico di quello dell'Ellade.
Inoltre, sostiene Ciaceri, Tucidide nel V sec. a.C. definisce le popolazioni etoliche ancora genti mezzo-barbariche, fatta eccezione per le città costiere come la Calcide etolica. Per cui, si interroga lo storico modicano, in che modo costoro avrebbero potuto dare origine al culto delle Ortigie e fondare città così distanti dalla loro patria. A sostenere questo suo interrogativo storico vi è il fatto che non è stata lasciata alcuna traccia etolica nella tradizione siracusana. 
Pur ammettendo che magari i siracusani avessero avuto interesse a nascondere delle origini semi-barbariche, Ciaceri sostiene che almeno una qualche prova del loro passaggio sarebbe comunque dovuta perdurare nel tempo, come avvenne per gli elidi dell'Elide - emigrati durante la prima colonizzazione dell'isola, come conferma il grecista Müller - ipotizza quindi che la leggenda etolica abbia avuto origine molto tempo dopo la fondazione siracusana; ovvero nei decenni della guerra del Peloponneso, quando Atene mostrò le prime ostilità verso gli etoli e nel contempo quando Siracusa divenne un nome molto noto e caro alle sorti dei greci, dovendo essa respingere le mire espansionistiche della capitale attica. 
In questo tempo, secondo Ciaceri, nacque la leggenda etolica, con scopo sociopolitico, che vedeva gli etoli come padri-fondatori della potenza aretusea che adesso rischiava di fare eclissare l'egemonia ateniese dell'Egeo. I siracusani erano dunque degli alleati importanti e i rapporti che gli etoli avevano con Corinto - anch'essa minacciata da Atene - li avvicinava ancor più a quella città occidentale, dalle cui sorti poteva dipendere il prosieguo del conflitto peloponnesiaco, e dunque il futuro dell'Ellade.
Lo storico modicano, sostiene nei suoi appunti che gli etoli avrebbero narrato di essere giunti nelle coste siciliane insieme ad Archia, per cui si sta parlando di un tempo recente, mentre il poeta alessandrino - vissuto per qualche tempo in Etolia - asserisce che essi vi giunsero poco dopo il Diluvio, e quindi un tempo molto più antecedente.
Tale leggenda è stata comunque accreditata da molti storici come possibile o veritiera; l'Holm nei suoi studi asserisce l'avvento di antiche migrazioni di etoli, mentre altri storici hanno convenuto che essendo la principale storiografia - dopo il medioevo ellenico - sotto controllo dell'egemone Atene, non sarebbe stato difficile per popoli periferici come gli etoli - o gli elidi - sottrarsi alla vista degli ateniesi e andare a fondare nuove colonie nel mediterraneo centrale senza che questi lo venissero a sapere.

### Gli Elidi di Olimpia

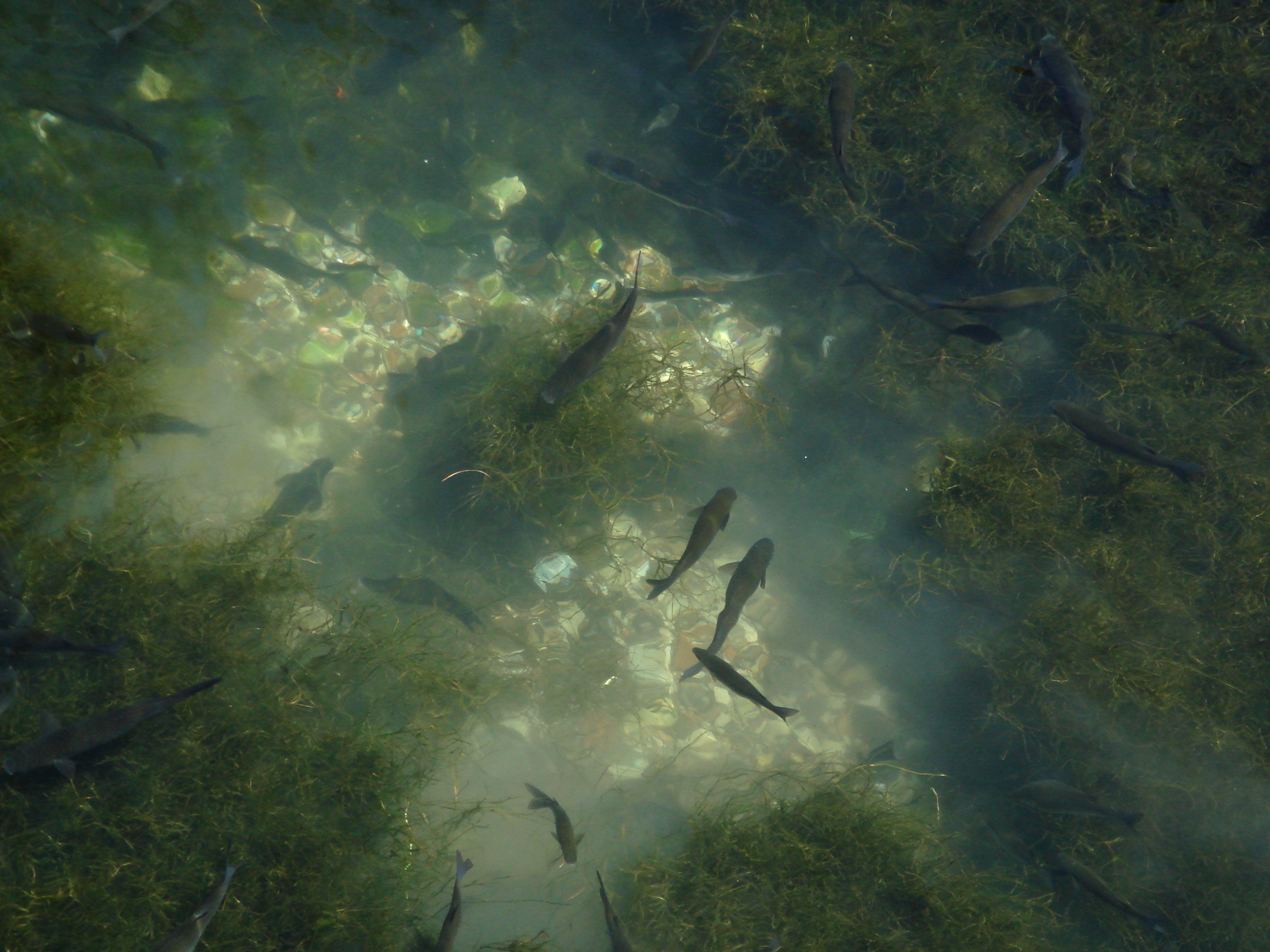
La Fonte d'Aretusa siracusana; dove la dea Artemide mutò la ninfa in acqua dolce e dove Alfeo poté ricongiungersi a lei

Gli elidi provenienti da Olimpia - sopracitati dal Müller - emigrarono verso la costa siracusana durante una prima fase di colonizzazione greca incentrata solo su Ortigia. Essi lasciarono tracce del loro passaggio: la famiglia degli Iamidi, i cui membri erano degli indovini appartenenti agli elidi, esercitavano funzioni religiose nella nuova colonia, e con essi si pensa nacque l'antico culto dell'Artemide siracusana, che dunque proprio dall'Elide potrebbe aver avuto origine. 
L'Ortigia siciliana era appellata da Pindaro come dimora  dell'Artemide fluviale (potamìa); dall'edificazione di un antico tempio ad essa dedicato.. Secondo il Müller furono gli elidi a fondare tale tempio e consacrarlo all'antica dea: la natura acquatica della dea lunare deriverebbe dal fiume che scorreva presso Olimpia, nella città di Pisa, l'Alfeo; in seguito gli elidi, giunti a Siracusa, imposero questo nome al fiume siciliano e l'associarono ad Artemide - come nella loro patria - dichiarandolo sacro. Essendo tuttavia Ortigia priva di fiumi, gli studiosi odierni sostengono che l'unione sotterranea del fiume Alfeo con l'Ellade, il quale aveva come scopo l'incontro con Aretusa - la ninfa siciliana, anch'essa d'origini greche  -, sia un mito elaborato dagli elidi: poiché il corso d'acqua risulta essere un elemento fondamentale per il culto della dea, esso non poteva mancare nell'area sacra della nuova colonia.  
(Enciclopedia italiana e dizionario della conversazione: opera originale, Volume 7, pag. 1033)
Con l'ipotesi del Muller concorda il de Polignac, il quale afferma che la nascita del mito di Aretusa non ebbe uno scopo solamente sociale o letterario, esso fu ideato anche per stabilire un forte legame religioso e politico con la madre-patria:
(François de Polignac, La naissance de la cité grecque: Cultes, espace et société, VIIIe-VIIe siècles)
Aretusa deriverebbe dunque da un tempio inizialmente consacrato ad Artemide, Diana, colei che dà il nome alle Ortigie secondo la leggenda, l'antica Asteria. L'Ortiga siracusana per questo motivo veniva anche detta Ortigia Alfeioa o Ortigia Potamia, distaccandosi dunque da quella etolica detta Titanide.

## Archia dei Bacchiadi e l'Oracolo di Delfi

### Le origini corinzie
(Oliver Goldsmith, Compendio della storia greca..., 1812, pag. 140)

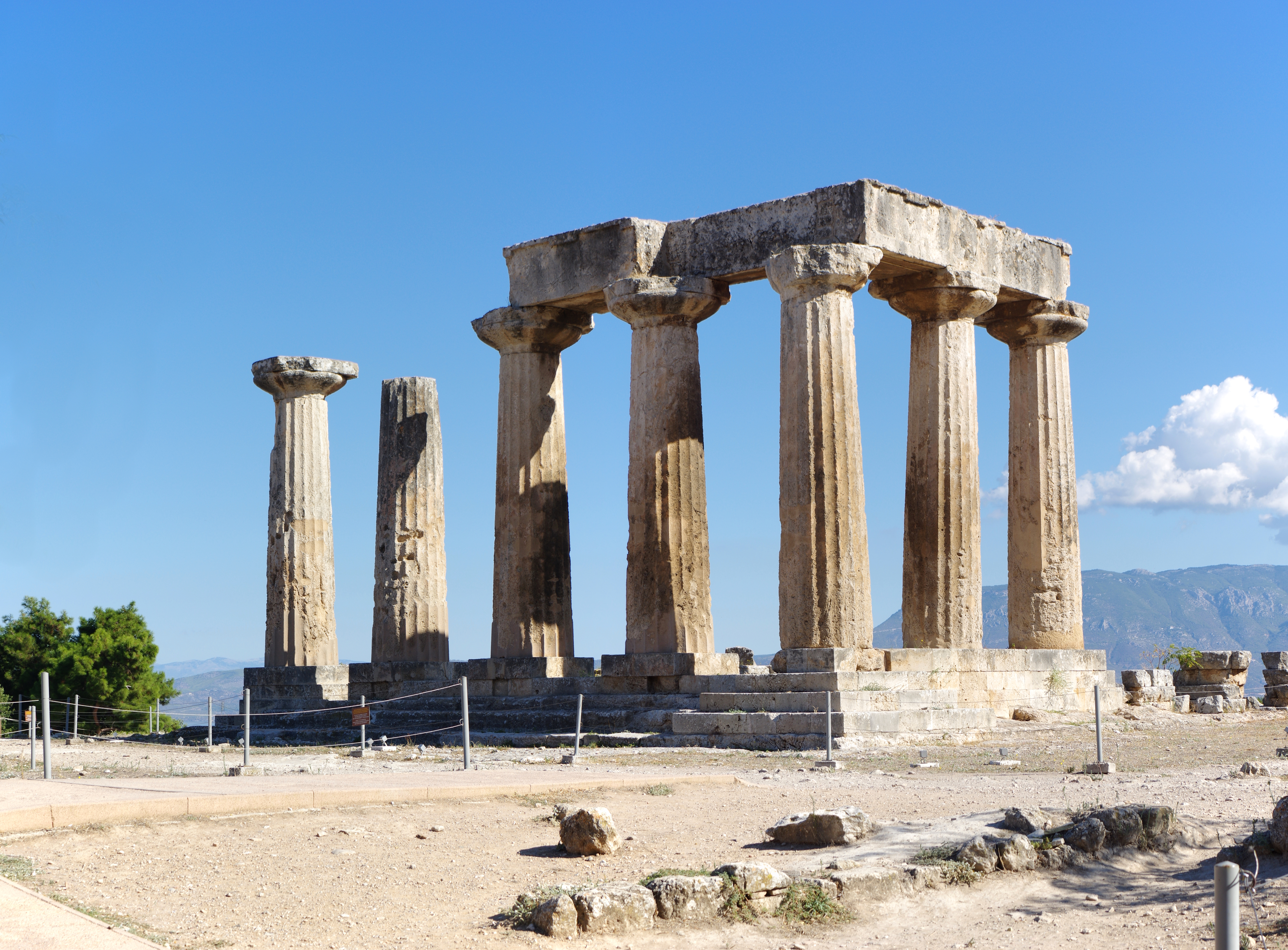
Corinto (Grecia); la terra da dove partirono i primi coloni che vennero a popolare Siracusa sotto la guida di Archia, secondo la leggenda.

Con queste parole lo scrittore irlandese, Oliver Goldsmith, introduce la versione più nota della fondazione di Siracusa. Archia di Corinto, discendente di Eracle e figlio d'Evageto - come attesta il Marmor Parium - appartenente alla famiglia dei Bacchiadi, approdò sulle coste siracusane in una data che oscilla intorno alla seconda metà del secolo VII a.C.
Narra la leggenda che Archia fosse uno dei discendenti dei Bacchiadi; questa famiglia - di stirpe reale ed erede degli Eraclidi - si faceva discendere o da Bacchide figlio di Primno o da Bacchia figlia di Bacco: il dio greco Dionisio. Archia, considerato il primo fra i corinzi per fama e potere, s'infatuò perdutamente del giovane Atteone - argivo di nascita e figlio di quel Melisso il cui genitore aveva salvato la città di Corinto da una congiura militare - oltremodo bello e dai modi riservati, questi non voleva accettare le premure di Archia, e così il bacchiade decise di rapirlo con la forza. Con i suoi familiari e amici entrò in casa di Melisso e qui iniziò una violenta lotta tra le due fazioni che ponevano al centro il giovane Atteone, il quale strattonato da entrambi i lati morì tra le loro braccia.
Il padre adirato chiese giustizia ai corinzi e non ottenendola maledisse la stirpe dei Bacchiadi e Corinto, gettandosi infine in un dirupo dal tempio di Poseidone. Iniziò presso la città dell'Istimo una violenta carestia, e consultando l'Oracolo delfico i cittadini scoprirono che l'unico modo per liberarsene era vendicare la morte di Atteone. Così Archia decise da sé di esiliarsi - secondo altre versioni egli venne esiliato - e porre fine all'ira degli dei.

### La consultazione dell'Oracolo delfico

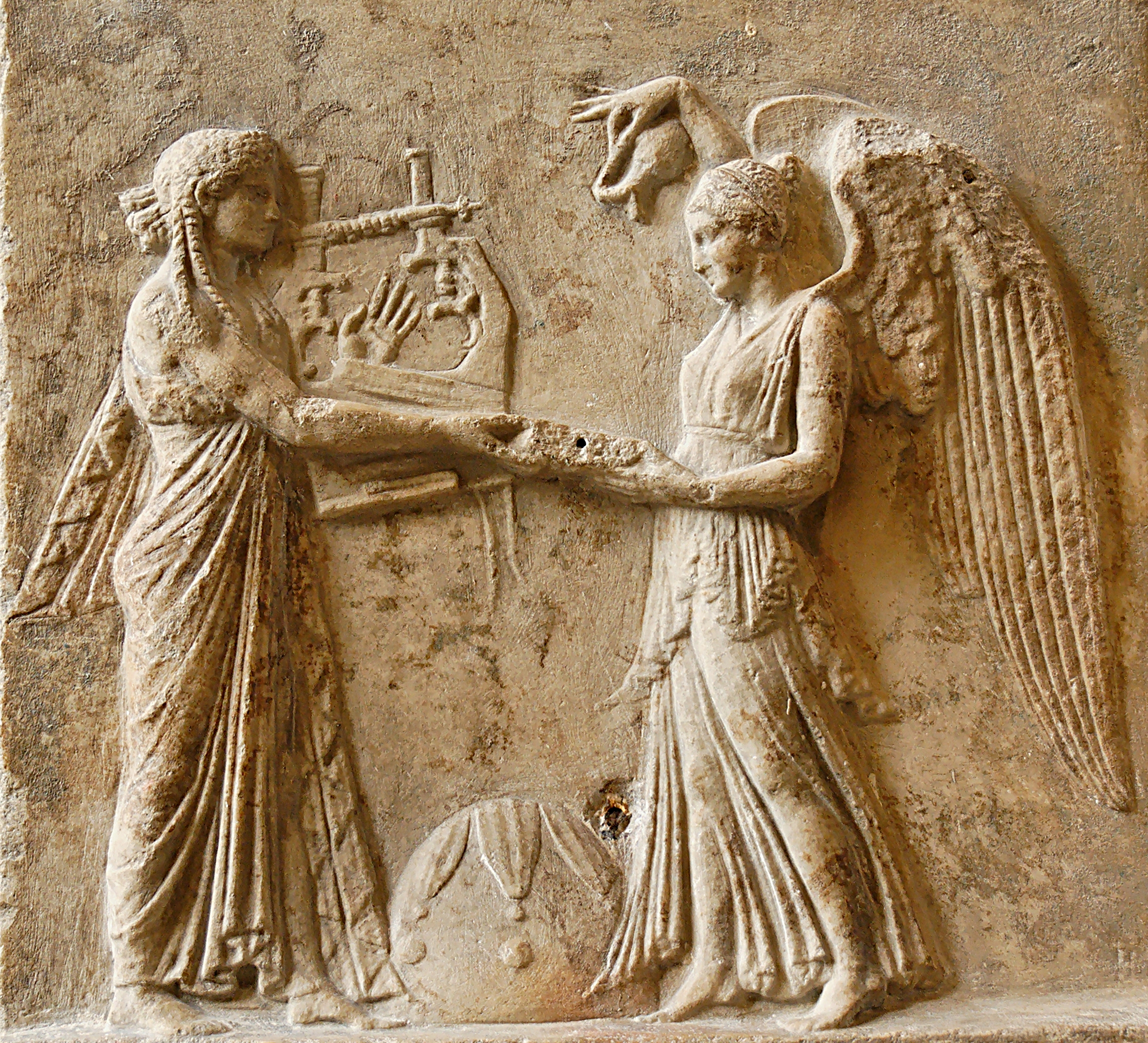
Apollo e la Nike; posto al centro tra i due vi è l'Omphalos delfico, ovvero l'«ombellico del mondo» (il centro della terra voluto da Zeus), presso il quale la Sibilla elargiva le sue visioni. Archia è lì che si recò.

Dopo l'esilio Archia prese con sé una vasta quantità di coloni corinzi e prima di intraprendere il suo viaggio decise di recarsi una seconda volta presso l'Oracolo di Delfi per sapere dalla Sibilla di Apollo dove egli avrebbe dovuto recarsi. Pausania il Periegeta narra le parole che la Pitia apollide disse al corinzio:
(L'Oracolo di Delfi a Archia.)
Secondo alcuni storici in questo modo Archia veniva graziato dal messaggero di Apollo, poiché il corinzio nonostante si fosse in precedenza macchiato di un atto aberrante - stando alla versione di Plutarco e Diodoro - e che giungesse al cospetto del luogo sacro come un esule piuttosto che come un nobile fondatore, gli fu comunque concesso un importante sito ove recarsi con la gente che aveva seguito la sua sorte. 
Oltre il mito è possibile sottolineare come la vicenda di Archia, con il delitto passionale, fosse narrazione comune tra le antiche fondazioni egee, esempi celebri vengono citati nell'opera di Braccesi e nell'ampia bibliografia annessa: l'Oreste di Eschilo che viene purificato da Apollo tramite l'invio in altro luogo geografico; il Telefo figlio d'Ercole, purificato tramite il suo arrivo presso Misia; il Tlepolemo, anch'esso eraclide, rifugiatosi in Rodi; e diverse altre figure. Il rapporto purificazione e colonizzazione è molto connesso. Apollo è infatti il simbolo della purificazione, poiché egli stesso venne purificato per volere di Zeus e di Latona. 
(Istituti editoriali e poligrafici internazionali, Mediterraneo antico: economie, società, culture, Volume 2, 1999, pag. 304)
Tali analogie si rivedono nelle azioni di Archia. In questo modo la fondazione di Siracusa rientra in pieno nella mitologia tipica delle colonizzazioni greche. Strabone riferisce che presso l'Oracolo delfico il corinzio incontrò Miscello di Ripe - futuro ecista di Crotone - anch'egli venuto a Delfi per avere la benedizione degli Dei sulla futura fondazione. Il geografo di Amasya narra che la Sibilla domandò ai due uomini cosa essi desiderassero di più per le loro future colonie. E a tale domanda seguì la risposta dei due mortali:
(Strabone, tradotto da Amédée Eugène Tardieu, Géographie de Strabon - La Sicile et les îles Lipari, 1867, VI, 2, 4)
Claudio Eliano in seguito criticherà la scelta del fondatore Archia; poiché egli spiega 'ricchezza e salute sono entrambi valori e doni divini' ma alla fine ciò che più conta è avere una mente sana; la salute dunque doveva prediligere il corinzio: essa è primaria, mentre la ricchezza è secondaria. La stessa critica morale sarà mossa da Platone, adirato per la troppa opulenza nella quale egli troverà i siracusani durante i suoi futuri soggiorni.
Dopo la consultazione dell'oracolo apollineo, Archia era dunque sereno, poiché aveva ottenuto il favore degli dei e poteva intraprendere il suo viaggio verso la destinazione che gli era stata predetta a Delfi..

### I coloni della Tenea corinzia

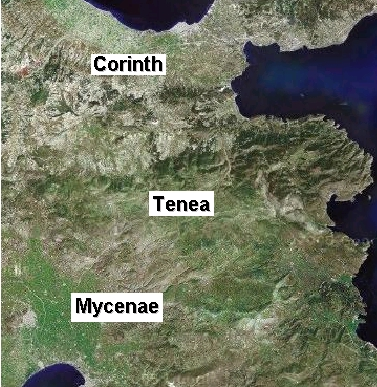
Pausania dice che Tenea si trovava al centro tra Micene e Corinto: «Prendendo poi dall'Acrocorinto la via dei monti, si arriva alla porta Teneatica» mentre a settentrione confinava con l'Argolide. Sotto il regno di Agamennone il territorio miceneo si estendeva sino a nord di Corinto; comprendendo il sito teneatico.

Strabone informa che Archia prese il suo maggior numero di coloni da una località chiamata Tenea:
(Strabone tradotto da Francesco Ambrosoli in Della geografia di Strabone libri XVII, Volume 3, 1833, pag. 348)
Tenea al tempo di Archia era dunque un borgo appartenente a Corinto, ma dopo la partenza dell'ecista futuro siracusano, i teneati rimasti, cercarono e trovarono l'indipendenza da Corinto. Divenendo florido luogo sociale, Tenea sopravvisse alla sorte di Corinto; essa infatti venne risparmiata dalla furia dei romani quando questi, capitanati da Lucio Mummio Acaico, distrussero la madrepatria di Siracusa fin dalle fondamenta. Ma sul perché Tenea venne invece risparmiata, pare fondarsi e connettersi l'origine dei futuri coloni siracusani: secondo Aristotele e Pausania i teneati erano discendenti di Troia, per questo motivo Acaio, in virtù della comune origine troiana (i romani si facevano discendere dall'Enea troiano) non toccarono quel popolo. 
La discendenza troiana di romani e teneati, come motivo di clemenza da parte dei vincitori, viene ritenuta da diversi storici la spiegazione più plausibile all'alternativa che vuole invece il rispetto di Roma a Tenea, poiché quest'ultima si era schierata dalla sua parte contro Corinto; tralasciando il fatto che un sito piccolo e satellite come quello teneate non avrebbe potuto avere da solo la forza necessaria per ribellarsi all'intera Lega achea.
Le origini di tale leggenda - narra Pausania - risalgono al tempo della Guerra di Troia, quando il re miceneo Agamennone aveva imprigionato i troiani provenienti dall'isola di Tenedo - detta la "Porta della Troade" - e condotti nel territorio peloponnesiaco, aveva concesso loro di fondare una città che essi chiamarono Tenea per ricordare le origini del loro fondatore Tenno, il cui genitore era Cicno - figlio di Poseidone - ucciso da Achille.

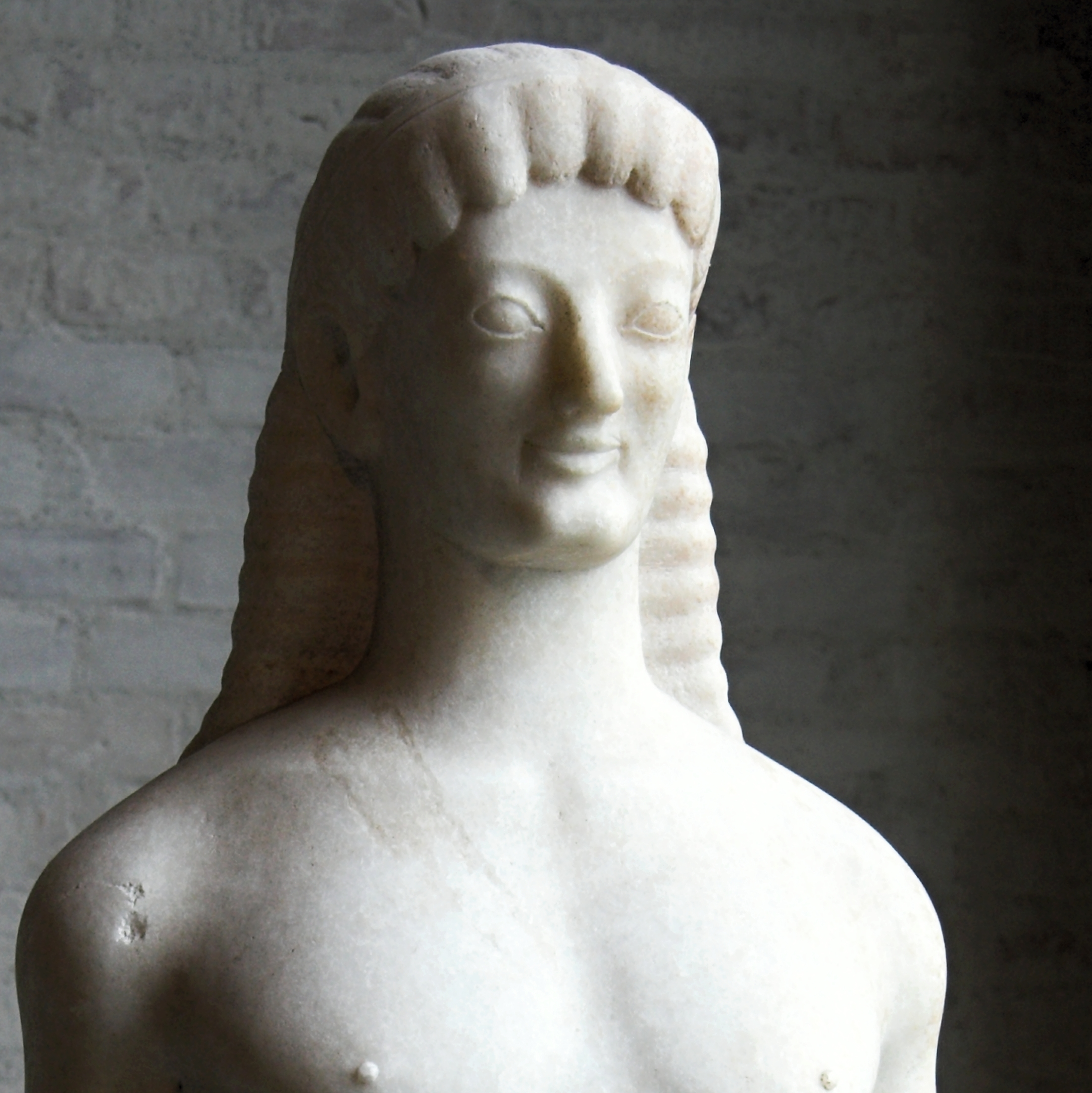
L«Apollo di Tenea» è un Kouros scolpito nella prima metà del 500 a.C. ovvero due secoli dopo, circa, la partenza dei coloni teneati verso Siracusa. Il culto dell'Apollo siracusano potrebbe dunque derivare da quello teneatico che a sua volta deriverebbe dal culto troiano.

Mentre gli storici antichi sono discordanti nel citare o meno le origini troiane di tale località, è bene sottolineare che tutti concordano nel menzionare il culto di Apollo - d'origine non dorica - attestato a Tenea. Strabone infatti informa che l'Apollo teneatico era il medesimo proveniente da Tenedo. Il che si riallaccia alle parole pro-troiane riguardanti il dio del sole teneatico dette da Pausania:
Strabone, citando Aristotele, narra di un asiatico che si recò presso l'Oracolo a domandargli se potesse trasferirsi a Corinto, e come responso ottenne tale frase: 
Alcuni storici hanno ipotizzato che questo asiatico - di Tenedo - che Strabone menziona, potesse essere un troiano - sito dove il culto di Apollo è più forte - parte della futura colonia di Tenea, e che quindi l'origine del santuario teneatico - e di conseguenza quello siracusano - derivassero dall'Asia Minore.

### Il legame con Magnesia al Meandro
Oltre il legame con Troia, vi è una diversa ipotesi legata ai coloni di Tenea e che riguarderebbe da vicino i miti più famosi della futura Siracusa. Narra infatti Pindaro - la fonte più antica al riguardo - che l'isola di Tenedo un tempo si chiamava Leukophrys; omofonia che richiama fortemente il termine  Leukophryene del santuario dedicato ad Artemide nella città di Magnesia al Meandro; anch'essa sita in Asia Minore.
Vi è infatti un legame tra le tre località: Tenedo/Tenea-Siracusa-Magnesia al Meandro; i magnesi segnarono tra le comunità loro consanguinee i siracusani. Sul perché essi - greci d'Asia - attestassero tale fraterno legame, è l'interrogativo di molti studiosi.
Tra le probabili risposte vi è una comune discendenza eolica; si narra che l'isola della Troade sia stata abitata da genti provenienti dall'Eolide asiatica (dove secondo gli storici moderni sarebbe nato il nome degli eoli e dunque dell'Eolia, ovvero della Tessaglia). 

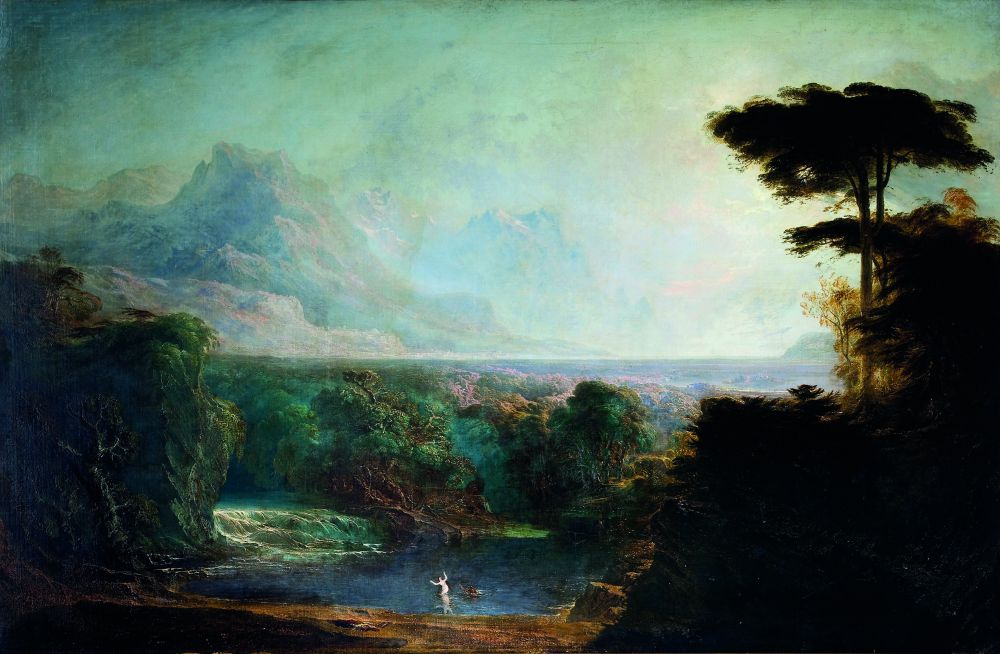
Alpheus and Arethusa (di John Martin). A Tenedo vi scorreva un fiume chiamato Alfeo; il mito della ninfa Aretusa e del dio fluviale Alfeo potrebbe dunque essere stato introdotto dai coloni elei di Tenea/Tenedo, che a Siracusa si sarebbe poi incontrato con il già presente culto di Artemide introdotto precedentemente dagli elidi.

Gli eoli, a differenza dei troiani, veneravano la dea Artemide - futura Diana - e la città di Magnesia sul Meandro - che Strabone definisce «città eolica» - era considerata come la città sacra ad Artemide, poiché qui si svolgevano le grandiose feste Leukophryeneia in onore della dea. È dunque plausibile che tra le eoliche Magnesia e Tenedo vi fosse un antico collegamento che attraverso Tenea arrivò fino ai siracusani. Le forti analogie tra le due terre greco-asiatiche e la futura Siracusa non mancano; anzitutto a Tenedo si ritrova un nome molto noto alla dea Artemide - oltre quello di Leukophrys - gli studiosi informano che l'isola della Troade era anticamente chiamata Asteria - Asterina si cita nella Suida; Asterio dice Plutarco - primo nome della dea Artemide:
(Accademia Etrusca, Saggi di dissertazioni accademiche..., 1743, pag. 209)
Il culto di Artemide - che sarà molto presente nella futura Siracusa - trarrebbe dunque origine dai coloni di Tenedo.
Ma il collegamento con Magnesia ha sorpreso gli studiosi, poiché l'attestazione di tale syngheneia - mandata con ambasceria greca - tra magnesi e siracusani, arrivò poco tempo dopo la conquista romana di Siracusa; nel 206 a.C., appena 6 anni dopo la fine della guerra tra romani e siracusani. I magnesi, pur mandando gli inviti, come da consuetudine, a tutte le città greche d'oriente e occidente, usarono il termine di fratellanza solo con Siracusa ed Epidamno (località dorico-corinzia), mentre non lo usarono con Corinto, il cui nome antico era Efira, ed era anch'essa d'origine eolica. Ciò lascia presupporre agli studiosi che i magnesi si collegassero ai siracusani tramite i coloni di Tenea, provenienti da Tenedo. Tuttavia si sottolinea come sia Magnesia sul Meandro che Siracusa avessero comune interesse a unirsi in nome della dea greca: i primi perché erano minacciati dai conflitti che li circondavano in quel periodo e dunque cercavano alleati e riconoscimento di sacralità; i secondi perché erano stati conquistati da Roma ed erano quindi desiderosi di riaffermare una loro identità egemone con il mondo greco; ormai perduta a causa degli stravolgimenti geo-politici in atto nel Mediterraneo.
Ma tralasciando l'interessante parentesi dell'Artemide di Magnesia, vi è inoltre da sottolineare come Strabone nella sua Gheographikà riportasse quanto raccontato da Zoilo, il quale nell'Encomio dei Tenedi asseriva che sull'isola troiana/eolica nasceva il fiume Alfeo; esso seguendo un andamento carsico attraversava tutto il Peloponneso e riemergeva nell'Arcadia Nonostante vi sia anche un fiume Alfeo elide che rivendica l'origine siracusana, entrambi potrebbero collegarsi tra essi, ricostruendo il percorso fatto dai coloni tenedi per giungere a Siracusa: Troade-Peloponneso-Sicilia.
Gli studiosi dell'antica Accademia Etrusca formulano poi un'affascinante ipotesi secondo la quale il termine Alfeo - che così tanto ritroviamo nei miti sull'origine siracusana - deriverebbe dal termine ebraico Alaph e significa Bue - colui che guida, regge - e secondo Filone Erennio il simbolo della dea Astarte - dea di antica origine non greca - era il Bue con le corna che indicavano la forma della luna. Quindi Tenedo, che anticamente si chiamava Asterio/a e sulla quale scorreva un fiume detto Alfeo, avrebbe serie analogie con la futura nascita di Siracusa.

### I dori di Capo Zefiro
Il Capo Zefiro - odiernamente chiamato Capo Bruzzano - è un promontorio della Calabria; nelle vicinanze di Locri Epizefiri. Qui giunse Archia con il suo seguito. La leggenda narra che il bacchiade partecipò alla fondazione della polis locrese. Manfredi e Braccesi così descrivono quel momento nel loro saggio storico de I greci d'Occidente:
La fonte primaria di tale notizia è data da Strabone, che a sua volta attinse dallo storico siracusano Antioco. Il tragitto di Archia è effettivamente articolato; secondo varie tradizioni, l'ecista una volta preso il mare dalle coste peloponnesiache, si fermò a Corcira, e qui vi lasciò il bacchiade Chersicrate, che divenne fondatore dell'isola. Nella futura Corfù rimasero anche molti coloni e parte dell'esercito greco diretto a Siracusa. Sono diverse le ipotesi che spiegano l'arrivo di Archia in Italia. Alcuni sostengono che vi giunse perché fosse incerto sulla località da prescegliere per fondare la sua colonia. Altri dicono che vi giunse per riparare alla perdita subita di coloni; avendone lasciato una quantità presso Corcira. Sempre secondo il passo riferito da Strabone, il corinzio avrebbe collaborato anche alla fondazione di Crotone. E solo dopo questi fatti avrebbe ripreso il mare per giungere finalmente in Sicilia.
Nella punta dell'Italia meridionale si unirono a lui dei dori provenienti dalle coste siciliane. Costoro giunti al seguito dell'ecista Teocle - d'incerta origine ateniese o calcidese - per qualche motivo si staccarono dal gruppo di coloni che fondarono Megara, per cui ritornati al Zefiro decisero di seguire Archia nella sua prossima meta.

Nell'opera di Manfredi e Braccesi si è ipotizzato che tale distacco sia stato dovuto allo scoppio della Guerra lelantea - definita la prima guerra coloniale della storia - tra le due contendenti Calcide ed Eritrea, e poiché Tucidide informa che essa coinvolse tutto il mondo greco - specialmente Corinto che stava per raggiungere l'apice della sua potenza - i coloni dorico-corinzi si staccarono da quelli megaresi, dato che le loro madrepatrie appoggiavano ciascuna una diversa contendente. Ovviamente ciò rimane solo ipotizzabile, poiché Strabone riferisce solamente che questi dori erano fuggiti dai loro compagni fondatori di Megara, altro non annota sulla vicenda.

## La fondazione

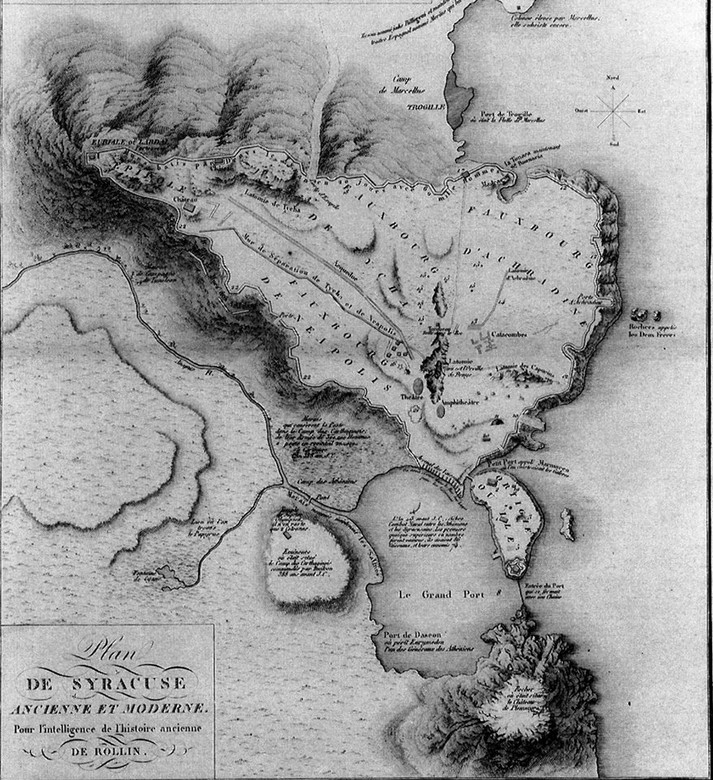
Antica mappa dove viene illustrato il territorio fisico di Siracusa. Opera dello storico Charles Rollin.

Approdando sulle coste della Sicilia Archia giunse all'isola di Ortigia. Tucidide narra che il corinzio dovette scontrarsi con i siculi, e una volta portati via dall'abitato aretuseo, egli vi fondò la polis di Siracusa, il cui nome deriverebbe da una palude d'acqua salmastra posta sulle vicinanze del luogo dello sbarco e detta Siraca.
Alcune leggende narrano che Archia ebbe due figlie: Ortigia e Siracusa; da queste si diede origine ai due nomi della città. Mentre secondo il grammatico costantinopolitano, Giorgio Cherobosco, le figlie del corinzio si sarebbero chiamate Syra e Akousa, dalle quali sarebbe scaturito il nome di Syrakousa.
Lo scoliasta di Pindaro vuole inoltre che l'ecista eraclide abbia già trovato edificate le città di Acradina, Neapolis, Epipoli e Tiche, e che unendole tutte insieme, egli abbia infine fondato Siracusa.
Vi è infine un'altra narrazione data dallo storico bizantino Giuseppe Genesio, il quale attribuisce la fondazione della polis non ad Archia, ma bensì alle sue due figlie: Syra e Kossa; un esempio di fondazione al femminile dunque.
La leggenda sulla fondazione si conclude negli scritti antichi con la morte di Archia per mano di un capitano della sua flotta, Telefo, che da giovane era stato cinedo del corinzio, e che avendolo seguito in Sicilia tra la sua armata, a tradimento lo uccise. Ma la polis era ormai stata fondata, e la colonia di Archia si sarebbe avviata ugualmente a proverbiale grandezza.
(Strabone, Della geografia di Strabone libri XVII, Volume 3, 1833, pag. 127)

### Fonti primarie
- Esiodo, Catalogo delle donne.
- Pindaro, Olimpiche, Pitiche.
- Tucidide, La Guerra del Peloponneso.
- Strabone, Geografia.
- Plutarco, Moralia.
- Pausania il Periegeta, Periegesi della Grecia.
- Eusebio di Cesarea, Chronicon.

### Fonti secondarie
- Tommaso Fazello, Le due deche dell'historia di Sicilia, tradotto da Remigio Nannini, Appresso Domenico, & Gio. Battista Guerra, fratelli, 1573, ISBN non esistente.
- Giuseppe Alessi, Storia critica di Sicilia, dall'epoca favolosa insino alla caduta dell'Impero romano scritta dal cav. Giuseppe Alessi: Dai tempi favolosi sino all'arrivo delle greche colonie, I, Dai torchi dei regj studj a cura di Salvatore Sciuto, 1834, ISBN non esistente.
- Guglielmo Capozzo, Memorie su la Sicilia, Tipografia di Bernardo Virzi, 1840, ISBN non esistente.
- Emanuele Ciaceri, La leggenda della colonizzazione etolica di Siracusa - Estratto dall'Archivio Storico per la Sicilia Orientale - Anno XI - Fascicolo III, Officina Tipografica V. Giannotta, 1914, ISBN non esistente.
- (DE) Felix Jacoby, Das Marmor Parium, Ares, 1980, ISBN non esistente.
- Valerio Massimo Manfredi e Lorenzo Braccesi, I Greci d'occidente., Arnoldo Mondadori Editore, 1996, ISBN 978-88-04-48060-0
- Karl Otfried Müller, Prolegomeni ad una mitologia scientifica, 1825 - tradotto da Luciano Andreotti, Guida Editori, 1991, ISBN 9788878350823.
- Nicola Bonacasa, Lorenzo Braccesi e Ernesto De Miro, La Sicilia dei due Dionisî:atti della Settimana di studio, Agrigento, 24-28 febbraio 1999, L'ERMA di BRETSCHNEIDER, 2002, ISBN 8882651703.
- Cinzia Bearzot e Franca Landucci Gattinoni, Argo, Vita e Pensiero, 2006, ISBN 9788834313879.
- (FR) François de Polignac, La naissance de la cité grecque: Cultes, espace et société, VIIIe-VIIe siècles, 1984, LA DECOUVERTE, 2010, ISBN 9782707155375.
- Giovanna De Sensi Sestito e Maria Intrieri, Corcira fra Corinto e l'Occidente: rapporti e sincronismi di colonizzazione in Sulla rotta per la Sicilia: l'Epiro, Corcira e l'Occidente, ETS, 2011, ISBN 9788846730916.